# 1963-as Formula–1 francia nagydíj
Az 1963-as Formula–1-es világbajnokság negyedik futama a francia nagydíj volt.

## Futam
A francia nagydíjon Jim Clark szerezte meg az első rajtkockát. Mögötte Graham Hill végzett az új BRM 61-essel, aki után Dan Gurney, John Surtees és Jack Brabham volt a leggyorsabb az időmérőn. A Ferrari pilótája, Ludovico Scarfiotti balesetet szenvedett az edzésen, és megsérült a térde, így nem tudott résztvenni a versenyen. A nagydíj meglehetősen furcsa módon kezdődött el, mivel a szervezők piros zászlóval indították el a versenyt. Ez a jelzés hivatalosan a futam megszakítását jelzi. Emellett Hill kiugrott a rajtnál, amiért később egyperces büntetéssel sújtották, ezért jelentős hátrányba került. Clark után Richie Ginther állt a második helyen, de az 5. körben egy kő kilyukasztotta az autó hűtőjét, így kiállni kényszerült. Ekkor Brabham vette át versenypozícióját, miután kemény harcot vívott Trevor Taylorral, aki a 42. körben váltóhiba miatt kiállt. Az élen autózó skót Climax-motorja néha nem működött tökéletesen, ezért Brabham valamennyire fel tudott zárkózni rá, de az ő motorjánál is hiba lépett fel, és visszaesett. Ezáltal Hill előlépett a második helyre, ám nála a kuplunggal akadtak problémái, aminek következtében az utolsó előtti körben a dél-afrikai Tony Maggs megelőzte. Clark több mint egyperces előnnyel nyert, Hillnek pedig csak a dobogó legalsó foka jutott. Később az a döntés született, hogy rajtkiugrása miatt a brit nem kap pontot, habár helyezését megtarthatja. Brabham negyedikként fejezte be a versenyt, rajta kívül még Gurney és Jo Siffert ért be pontszerző helyen.
| Helyezés | Rajtszám | Versenyző           | Csapat/Motor   | Futott kör | Idő/Kiesés oka         | Rajthely | Pont |
| -------- | -------- | ------------------- | -------------- | ---------- | ---------------------- | -------- | ---- |
| 1        | 18       | Jim Clark           | Lotus-Climax   | 53         | 2h10:54,3              | 1        | 9    |
| 2        | 12       | Tony Maggs          | Cooper-Climax  | 53         | + 1:04,9               | 8        | 6    |
| 3        | 2        | Graham Hill         | BRM            | 53         | + 1:13,9               | 2        |      |
| 4        | 6        | Jack Brabham        | Brabham-Climax | 53         | + 2:15,2               | 5        | 3    |
| 5        | 8        | Dan Gurney          | Brabham-Climax | 53         | + 2:33,4               | 3        | 2    |
| 6        | 36       | Jo Siffert          | Lotus-BRM      | 52         | + 1 kör                | 10       | 1    |
| 7        | 30       | Chris Amon          | Lola-Climax    | 51         | + 2 kör                | 17       |      |
| 8        | 28       | Maurice Trintignant | Lotus-Climax   | 50         | + 3 kör                | 15       |      |
| 9        | 32       | Innes Ireland       | BRP-BRM        | 49         | + 4 kör                | 9        |      |
| 10       | 46       | Lorenzo Bandini     | BRM            | 45         | + 8 kör                | 21       |      |
| 11       | 34       | Jim Hall            | Lotus-BRM      | 45         | + 8 kör                | 18       |      |
| 12       | 10       | Bruce McLaren       | Cooper-Climax  | 42         | Gyújtás                | 6        |      |
| 13       | 20       | Trevor Taylor       | Lotus-Climax   | 41         | Felfüggesztés          | 7        |      |
| HN       | 42       | Phil Hill           | Lotus-BRM      | 34         | Nem kvalifikált        | 13       |      |
| HN       | 44       | Jo Bonnier          | Cooper-Climax  | 32         | Nem kvalifikált        | 11       |      |
| Ki       | 48       | Masten Gregory      | Lotus-BRM      | 30         | Váltóhiba              | 19       |      |
| Ki       | 16       | John Surtees        | Ferrari        | 12         | Benzinpumpa            | 4        |      |
| Ki       | 38       | Tony Settember      | Scirocco-BRM   | 5          | Kerékcsapágy           | 20       |      |
| Ki       | 4        | Richie Ginther      | BRM            | 4          | Hűtés                  | 12       |      |
| NI       | 14       | Ludovico Scarfiotti | Ferrari        |            | Baleset edzés közben   |          |      |
| NI       | 22       | Peter Arundell      | Lotus-Climax   |            | Betétfutamon indult    |          |      |
| Vi       | 26       | Giancarlo Baghetti  | ATS            |            |                        |          |      |
| Vi       | 40       | Ian Burgess         | Scirocco-BRM   |            | Az autó nem készült el |          |      |
| Vi       | 50       | Nasif Estéfano      | de Tomaso      |            | Az autó nem készült el |          |      |

## Statisztikák
Vezető helyen:
- Jim Clark: 53 kör (1–53).

Jim Clark 6. győzelme, 9. pole-pozíciója, 9. leggyorsabb köre, 4. mesterhármasa (pp, lk, gy)
- Lotus 11. győzelme.